# إميلي هيرست
إميلي هيرست هي ممثلة كندية، ولدت في 9 يوليو 1993 في فانكوفر في كندا.

## أعمال

### أفلام
- (2003) إكس 2[3][4][5]

## وصلات خارجية
- إميلي هيرست على موقع IMDb (الإنجليزية)
- إميلي هيرست على موقع روتن توميتوز (الإنجليزية)
- إميلي هيرست على موقع ألو سيني (الفرنسية)
- إميلي هيرست على موقع أول موفي (الإنجليزية)
- إميلي هيرست على موقع قاعدة بيانات الفيلم (الإنجليزية)
- إميلي هيرست على موقع كينوبويسك (الروسية)